# 한그림
한그림(1986년 9월 18일~ )은 대한민국의 배우이다.

## 학력
- 낙생고등학교 졸업
- 한국외국어대학교 휴학

## 연기 활동

### 드라마
- 2012년 MBC 주말드라마 《아들 녀석들》 ... 유치원 교사 역
- 2012년 SBS 대기획 《대풍수》 ... 기생 역
- 2012년 KBS2 드라마 《부부클리닉 사랑과 전쟁 시즌2》 ... 제8화 색다른 남편 편 - 체리 역 등
- 2012년 tvN 금요드라마 《막돼먹은 영애씨 10》 ... 제19회 미용실 직원 역
- 2012년 tvN 수목드라마 《로맨스가 필요해 2012》 ... 이장우의 불륜녀 역
- 2012년 KBS1 일일연속극 《힘내요 미스터 김》 ... 송아 엄마 역
- 2013년 KBS2 단막극 《KBS 드라마 스페셜 연작 시리즈 - 그녀들의 완벽한 하루》 ... 유치원 교사 역
- 2013년 tvN 금토드라마 《응답하라 1994》 ... 조윤진의 어머니를 도와주는 여자 역
- 2014년 KBS2 수목드라마 《조선 총잡이》 ... 기생 역
- 2014년 MBC 주말 특별기획 《전설의 마녀》 ... 마도진의 맞선녀 역
- 2014년 KBS2 일일드라마 《뻐꾸기 둥지》 ... 병원 간호사 역 (특별출연)
- 2015년 KBS2 드라마 《결혼 이야기 - 수호천사를 본 적 있나요》 ... 임영은 역
- 2015년 MBC 일일 특별기획 《압구정 백야》 ... 조지아 매니저 역
- 2015년 SBS 일일드라마 《달려라 장미》 ... 민주 대리모 역
- 2015년 KBS2 주말연속극 《파랑새의 집》 ... 현도 맞선녀 역
- 2015년 SBS 주말 특별기획 《애인 있어요》
- 2016년 JTBC 금토드라마 《마담 앙트완》
- 2016년 KBS2 일일드라마 《천상의 약속》
- 2016년 tvN 불금불토스페셜 《신데렐라와 네 명의 기사》
- 2016년 KBS2 단막극 《KBS 드라마 스페셜 - 국시집 여자》 ... 상규 애인 역
- 2016년 KBS2 수목드라마 《태양의 후예》
- 2017년 OCN 주말드라마 《보이스》
- 2017년 MBC 아침드라마 《훈장 오순남》
- 2017년 KBS2 월화드라마 《쌈 마이웨이》
- 2017년 KBS2 월화드라마 《란제리 소녀시대》 ... 3번 언니 역
- 2017년 MBC 수목드라마 《병원선》
- 2017년 MBC 월화드라마 《20세기 소년소녀》 ... 정우성의 맞선녀 역
- 2017년 TV조선 시트콤 《너의 등짝에 스매싱》 ... 장도연의 올케 역
- 2018년 MBC 주말드라마 《밥상 차리는 남자》 ... 김실장 입원병원 간호사 역
- 2018년 tvN 수목드라마 《아는 와이프》
- 2019년 KBS1 일일드라마 《여름아 부탁해》 ... 대민병원 간호사 역
- 2019년 MBC 주말드라마 《황금정원》 ... 어린이집 선생님 역
- 2019년 SBS 금토드라마 《혼돈의 사랑》

### 영화
- 2015년 《악의 연대기》 ... 교통상황실 여직원 역

## 수상
- 2010년 스마일 퀸 콘테스트 1위
- 2011년 미스글로브 인터네셔널 한국대표선발대회 2위